# Jaan Kaplinski
Jaan Kaplinski (Tartu, 22 de enero de 1941-Tartu, 8 de agosto de 2021) fue un poeta, filósofo, y crítico cultural estonio. Kaplinski es conocido por su independencia intelectual, centrada en temas globales y a favor de un pensamiento de izquierda y de corte liberal. Ha sido fuertemente influenciado tanto por la filosofía oriental (como el taoísmo y en especial por el budismo), como por la lengua y la mitología celta. Uno de los temas recurrentes en sus escritos es la relación de los seres humanos consigo mismos y con la naturaleza que los rodea.
Kaplinski estudió lenguas y lingüística en la Universidad de Tartu, obteniendo un título en filología francesa en 1966. Ha trabajado asimismo como traductor, editor, y sociólogo, actividad que sólo pudo desarrollar hasta cuando el laboratorio de la universidad fue cerrado por las autoridades soviéticas. 
Es miembro de la Academia Universal de las Culturas, fundada en París en 1992 por Elie Wiesel. En 1997 recibió el premio de literatura de la Asamblea Báltica, y ha sido candidato al Premio Nobel de Literatura en varias ocasiones.
Viajó por varios países, incluyendo Turquía, China y partes de Rusia.

## Escritos
Kaplinski ha publicado varios libros de poesía, autobiográficos, de ensayo, drama y otros textos de corte literario. Ha traducido textos en francés, inglés, español, chino (incluyendo el Tao Te Ching, y del sueco, en particular un volumen de poesía de Tomas Tranströmer. Por su parte, los textos de Kaplinski han sido traducidos a cerca de veinte lenguas. Sus ensayos tratan sobre problemas ambientales, la filosofía del lenguaje, la poesía clásica china, la filosofía, el budismo, y el nacionalismo estonio.
Kaplinski fue uno de los autores e ideólogos de la Carta de los cuarenta (Neljakümne kiri), firmada por conocidos intelectuales estonios que protestaban contra el comportamiento de las autoridades de la RSS de Estonia la cual fue enviada a los principales diarios de la época. Aunque su contenido no era abiertamente disidente, la carta sólo llegó a publicarse mucho después, y sus signatarios fueron reprimidos mediante herramientas administrativas.

## Militancia
Kaplinski fue miembro del Riigikogu (parlamento estonio) de 1992 a 1995. Aunque en un principio perteneció al Partido Centrista Estonio, más tarde se presentó como independiente. Desde 2004 ha sido miembro del Partido Socialdemócrata estonio, y en 2005, fue el primer candidato de la lista de ese partido en las elecciones locales organizadas en Tartu. En esa ocasión Kaplinski alcanzó la segunda mayor votación de su partido con 1.045 votos. Por otro lado, también fue uno de los intelectuales que apoyó la candidatura de Toomas Hendrik Ilves.

## Familia
La madre de Kaplinski era estonia y su padre polaco. Este último desapareció en los campos de concentración del Gulag tras la segunda ocupación soviética de Estonia. Jaan Kaplinski tiene una hija fruto de su primer matrimonio, y cuatro hijos de uniones posteriores. Tiia Toomet, su actual esposa, también se dedica a la escritura.

## Obra
- Huellas al borde de la fuente, 1965
- De polvo y colores, 1967
- La tarde devuelve todo, 1985
- Un pedazo de vida vivida, 1991
- Varios veranos, varias primaveras, 1995
- El hielo y el Titanic, 1995
- El día de los cuatro reyes, 1977
- De dónde viene la noche, 1990
- El ojo, 2000